# Myśl Mocarstwowa
Związek Akademicki "Myśl Mocarstwowa" – polska organizacja akademicka doby II Rzeczypospolitej założona w 1926 r. skupiająca studentów o poglądach imperialistycznych i konserwatywnych. Jej pierwszym komendantem został Rowmund Piłsudski. W latach 1926–1929 nosiła ona nazwę Akademicka Młodzież Zachowawcza.

## Geneza
Przewrót majowy wywołał żywe reakcje pośród młodzieży akademickiej. Zwłaszcza studenci wywodzący się z warstwy arystokratyczno-ziemiańskiej zaczęli wiązać nadzieje z dojściem do władzy obozu Józefa Piłsudskiego. Początkowo jednak krytykowano sposób przejęcia władzy jako niezgodny z prawem. Środowisko młodzieży konserwatywnej na przełomie 1926 i 1927 r. zaczęło nawoływać do konsolidacji sił stojących na płaszczyźnie narodowej, katolickiej i antyendeckiej.

## Założenie oraz początek działalności
W 1927 r. odbyło się spotkanie w domu Rogera Raczyńskiego w Warszawie, w którym wzięli udział m.in. Piotr Dunin Borkowski, Kajetan Morawski, Rowmund Piłsudski, a także młodzi działacze studenccy, m.in. bracia Adolf i Aleksander Bocheńscy.

Organizacja początkowo funkcjonowała w środowiskach akademickich Poznania, Lwowa, Krakowa, Warszawy oraz Wilna. Poza braćmi Bocheńskimi oraz Piłsudskim ważną rolę odgrywali bracia Ksawery i Mieczysław Pruszyńscy, Michał Tyszkiewicz oraz Jerzy Giedroyc. W Wilnie ruch mocarstwowy sympatią darzył redaktor naczelny tamtejszego Słowa, Stanisław Mackiewicz, udostępniając szpalty swojego pisma do szerzenia idei mocarstwowych. Od czerwca 1927 r. środowisko poznańskich mocarstwowców rozpoczęło wydawanie miesięcznika Myśl Mocarstwowa. Pismo to z czasem nabrało znaczenia ogólnopolskiego.

## Podstawy programowe
Głównym ideologiem organizacji był jej komendant Rowmund Piłsudski. Punktem wyjścia ideologii mocarstwowej było stworzenie potęgi państwa polskiego rozumianego jako posiadające silne struktury społeczne, polityczne, administracyjne i ekonomiczne. Głównym zagrożeniem geopolitycznym Polski miało być jej położenie pomiędzy różnymi kulturowo i politycznie Niemcami i Rosją. Istotną kwestią było także uwzględnienie wewnętrznych uwarunkowań państwa polskiego, głównie narodowościowo – geograficznych, ekonomicznych, a także psychiki i tradycji historycznej narodu polskiego. Piłsudski podkreślał, że cel mocarstwowy można osiągnąć jedynie na drodze imperializmu państwowego, nie zaś polskiego nacjonalizmu. Realizacja programu, u podstaw którego leżałaby doktryna nacjonalistyczna nie mogłaby przynieść pożądanego efektu, gdyż nie pozwalały na to warunki etniczno-geograficzne. W konsekwencji realizacja doktryny nacjonalistycznej bez uwzględnienia potrzeb licznych mniejszości narodowych mogłaby doprowadzić do ograniczenia państwa polskiego do granic etnograficznych. Główne tezy Piłsudski wyłożył w pierwszym numerze Myśli Mocarstwowej:

1. Głównym nakazem politycznym jest, zamiast jednostronnych i oderwanych doktryn – realizm historyczny, opierający się z jednej strony na trzeźwej naukowej i obiektywnej ocenie sytuacji społecznej i politycznej, a z drugiej na doświadczeniu historycznemu tradycji państwowości polskiej.
2. Pierwszym warunkiem Polski, jako Mocarstwa, jest silna, stała i fachowa władza, powstająca nie drogą targów partyjnych i demagogii stronnictw, ale drogą racjonalnego doboru, tworzącego nową hierarchię społeczną przez zasadę przodownictwa umysłowego w życiu politycznym.
3. Wskrzeszenie ideologii Jagiellońskiej, wychodzącej z pojęcia Polski – Mocarstwa, jako państwa, w którym atrakcyjna siła idei państwowej polskiej, opartej na etyce religii katolickiej, jest czynnikiem, wciągającym w orbitę interesów państwa polskiego, mniejszości narodowe, skłaniając je do lojalnej współpracy dla wspólnego dobra.
4. Niezależność i jednolita struktura ekonomiczna, która we współczesnym życiu politycznym stanowi główny warunek niepodległości, osiągnięte być mogą jedynie przez najszersze zainteresowanie wszystkich elementów obywatelskich w pracy państwowotwórczej.

## Dalsza działalność
Z czasem coraz więcej działaczy przechodziło do opozycji wobec próbującego uzurpować sobie większą władzę w organizacji Rowmunda Piłsudskiego. Niechęć wobec niego doprowadziła do próby marginalizacji jego pozycji w Myśli Mocarstwowej na początku lat 30. Poważną rolę zaczął odgrywać Adolf Bocheński, który stał się uznanym pisarzem i publicystą politycznym. Szybko stał się popularnym także w środowisku akademickim. Nie dążył jednak za wszelką cenę do obejmowania reprezentacyjnych funkcji w Myśli Mocarstwowej.